# James Bausch
James Aloysius Bernard Bausch (Marion Junction, 29 de março de 1906 – Hot Springs, 9 de julho de 1974) foi um decatleta e campeão olímpico norte-americano.
Atleta versátil, competia em basquete, atletismo e futebol americano, sobressaindo-se em todos os esportes. Neste último, tornou-se nacionalmente conhecido quando jogava pela Universidade do Kansas. Em 1931, colocou seu talento natural apenas no atletismo e no ano seguinte foi campeão do decatlo da AAU. Competindo pela modalidade apenas pela terceira vez na carreira nos Jogos de Los Angeles 1932, foi campeão olímpico com novo recorde mundial de 8462 pontos. Depois de ficar apenas na quinta colocação ao final do primeiro dia de provas, fez duas marcas espetaculares no lançamento de disco e no salto com vara, assumindo a liderança, que não perdeu até o final, derrotando o favorito Akilles Järvinen, da Finlândia.
Depois dos Jogos jogou futebol profissionalmente pelos Cincinnati Reds e  Chicago Cardinals, sem grande sucesso. Durante a Segunda Guerra Mundial contraiu osteomielite enquanto servia no Pacífico, o que o acompanharia pela resto da vida.